# ومل
شهر ومل (به فرانسوی: Wemmel) در ناحیه اداری ال-ویلوورد  در استان فلومیش بربان  در منطقه فلاندری در کشور بلژیک واقع شده‌است.

## نگارخانه

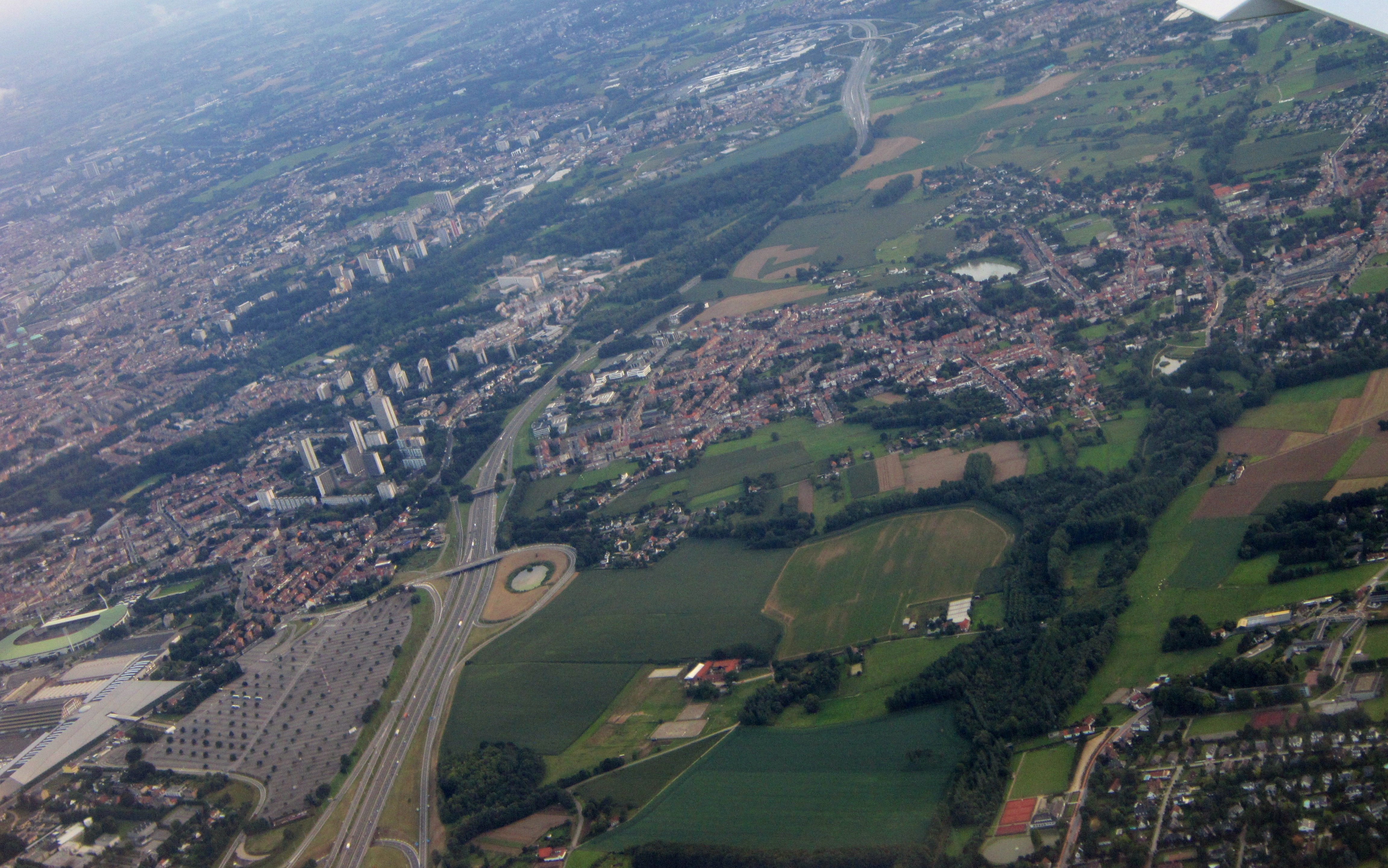
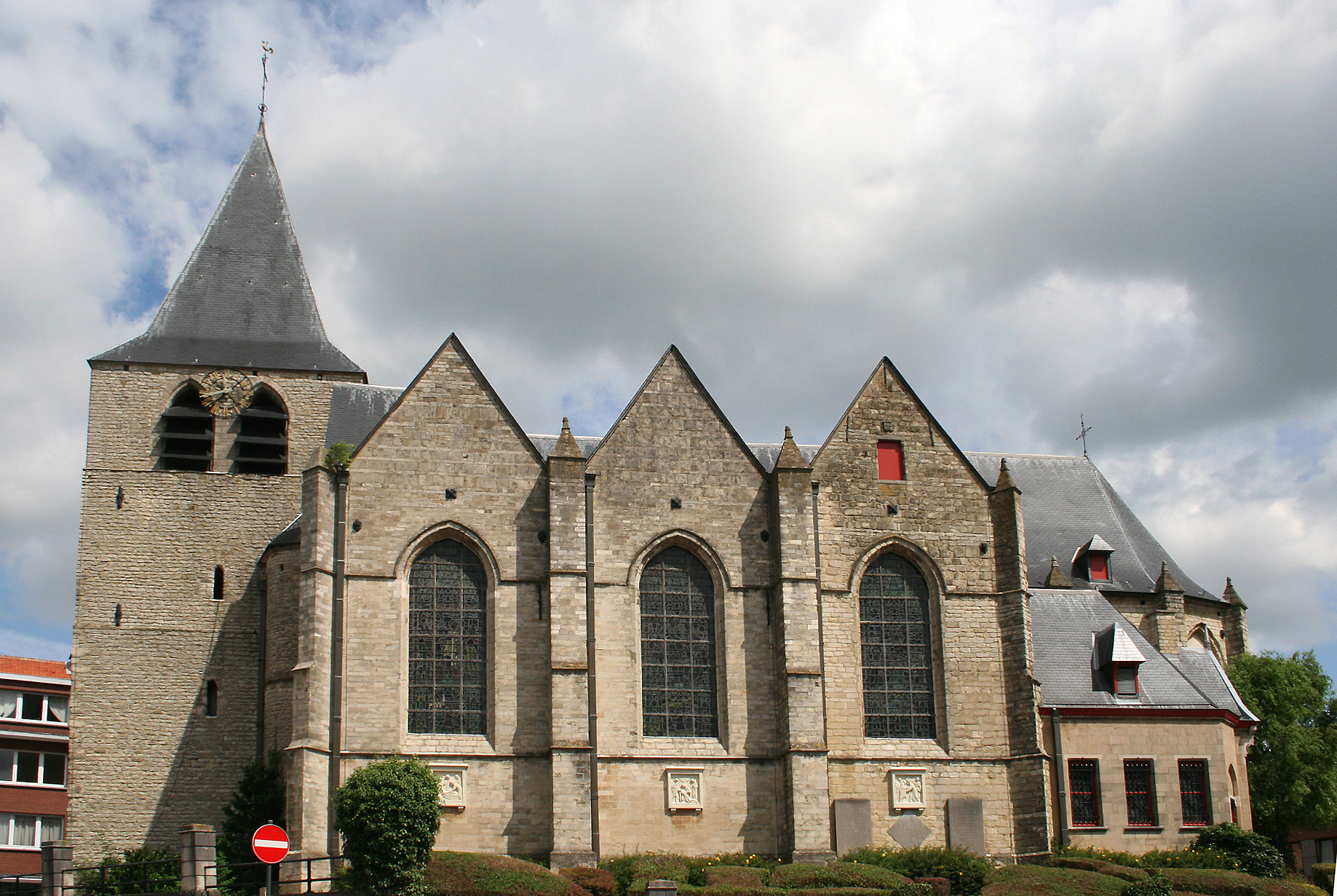
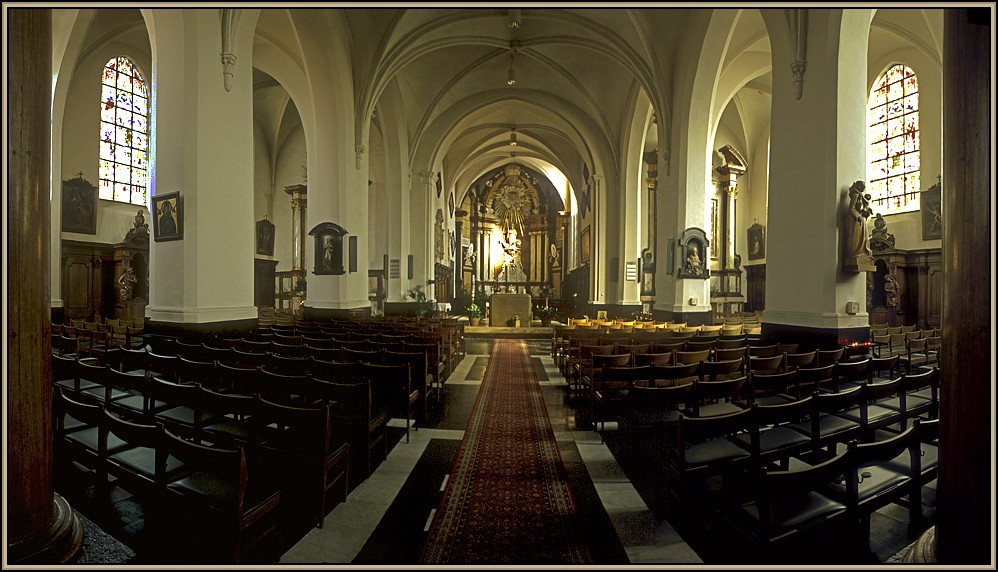
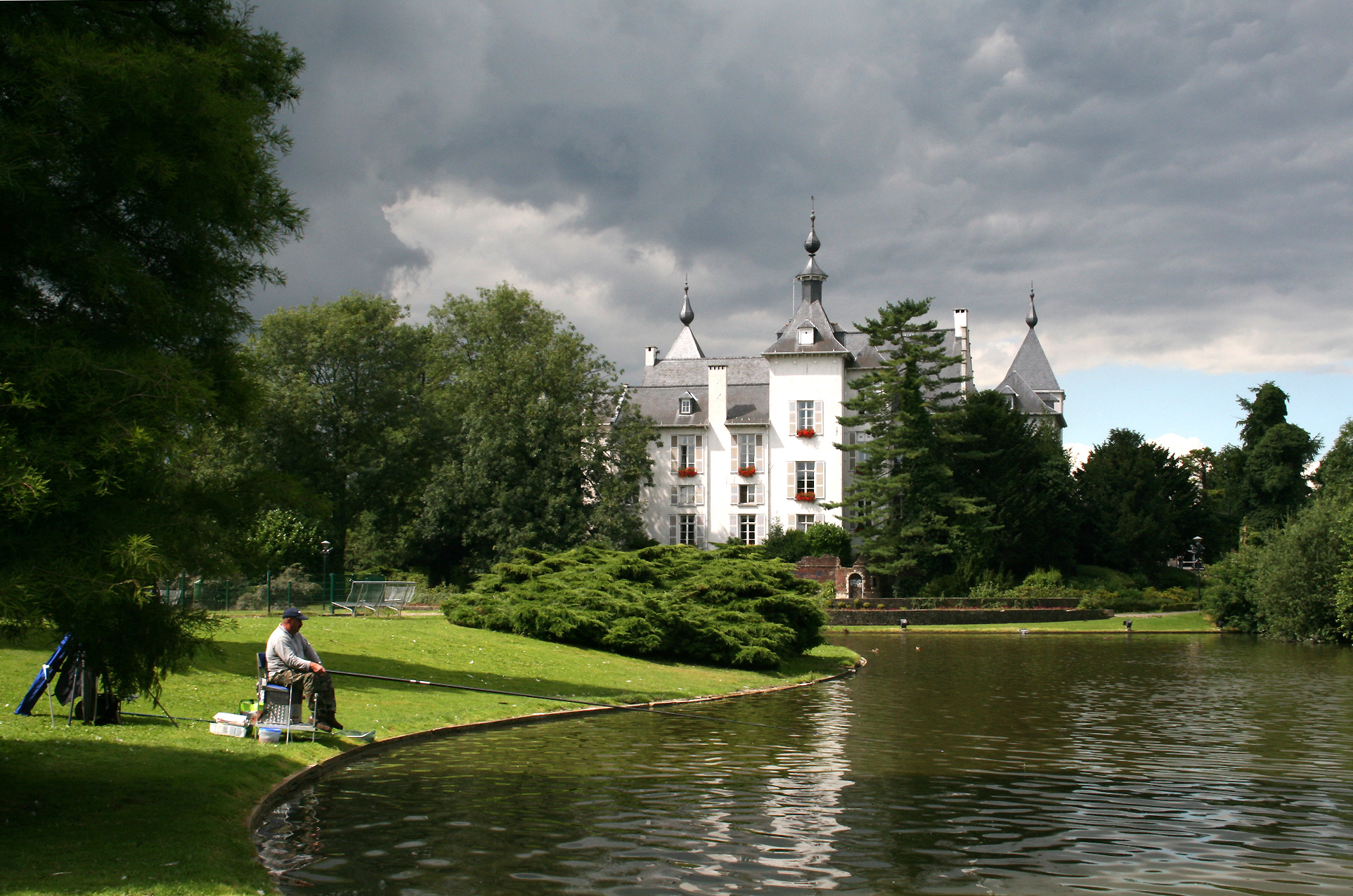